# Люксембург (станція)

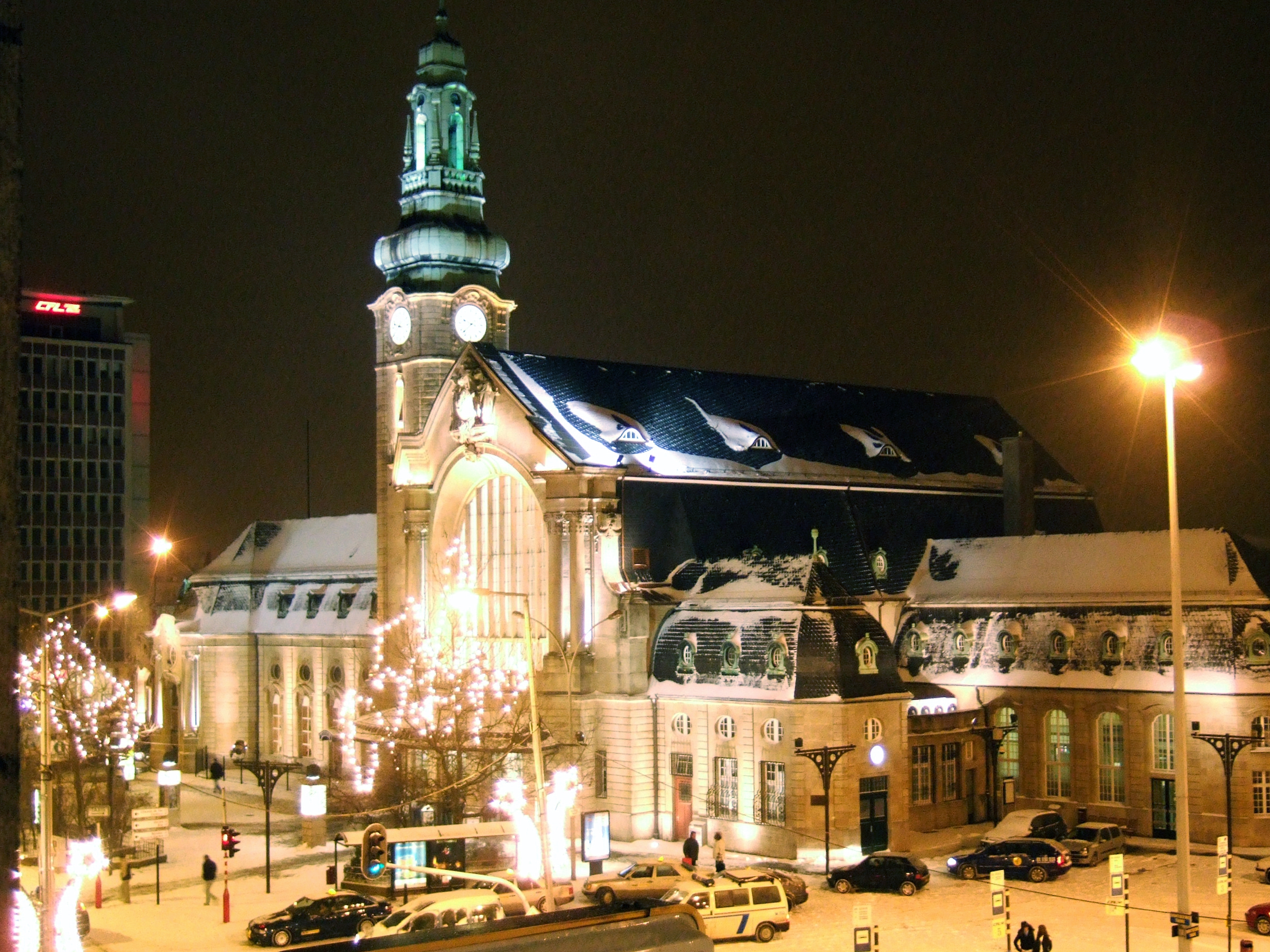
Будівля вокзалу

49°36′00″ пн. ш. 6°08′03″ сх. д. / 49.600128° пн. ш. 6.134161° сх. д.
Станція Люксембург (люксемб. Gare Lëtzebuerg, фр. Gare de Luxembourg, нім. Bahnhof Luxemburg) — головна залізнична станція Люксембургу. Вокзал обслуговується державною компанією «Chemins de Fer Luxembourgeois».
Станція є центром внутрішньої залізничної мережі Люксембурга та є кінцевою для всіх потягів країни, окрім однієї з гілок залізниці Люксембурга (Лінія 80, для якої ця станція є транзитною). Крім того, зі станції вирушають поїзди в сусідні країни: Бельгію, Францію та Німеччину. З червня 2007 року LGV Est зв'язав станцію з французькою мережею TGV.
Станція розташована за 2 км на південь від центру міста (Віль-От), на південь від річки Петрус. Вокзал дав назву для одного з районів Люксембурга — Гар (фр. Gare — вокзал).

## Історія
Перша залізнична станція в місті Люксембург була повністю споруджена з деревини та відкрилася в 1859 році. Розташування нової станції на південному березі Петрюса, далеко від первинно забудованої частини міста, пояснювалося роллю Люксембурга як фортеці Німецького союзу. Перше сполучення з власне містом відбулося в 1861 році з будівництвом віадука "Passerelle". Після Лондонського договору 1867 року укріплення були знесені, що призвело до розширення міста навколо вокзалу.
Старий дерев’яний вокзал був замінений сучасною будівлею між 1907 і 1913 роками, на піку економічного підйому. Нова станція була спроєктована трьома німецькими архітекторами (Рюделлем, Юсгеном та Шойфелем) у стилі мозельського необароко, який домінує в основних громадських будівлях Люксембургу. Станція розташована в кінці авеню де ла Ліберте, однієї з головних магістралей міста, і її величну годинникову вежу можна побачити зі значної відстані.